# Tatum (Nowy Meksyk)
Tatum – miasto w Stanach Zjednoczonych, w stanie Nowy Meksyk, w hrabstwie Lea.